# Портик на Минуций
Портикът на Минуций (на латински: Porticus Minucia, Porticus Minuciae) се намира на храм на площад Ларго ди Торе Аржентина (Largo di Torre Argentina) на Марсово поле в Рим.
Построен е през 107 пр.н.е. от Марк Минуций Руф (консул 110 пр.н.е.) с плячката от победите му над скордиските и трибалите в Тракия и Македония през 106 пр.н.е.